# شعب الاثبة (القفر)

تعديل مصدري - تعديل

شعب الاثبة محلة تابعة لقرية الجعشيشة، التابعة لعزلة بني مرغم بمديرية القفر إحدى مديريات محافظة إب في الجمهورية اليمنية، بلغ تعداد سكانها 71 حسب تعداد اليمن لعام 2004.